# Ana Paula (Fußballspielerin)
Ana Paula Pereira da Silva Villela (* 16. Februar 1997 in Rio de Janeiro), bekannt als Ana Paula, ist eine brasilianische Fußballspielerin, die für Antalyaspor in der türkischen Frauenfußball-Superliga spielt. Sie wird vorwiegend als Stürmerin eingesetzt.

## Karriere
Ana Paula spielte 2016 für CR Vasco da Gama. Die nächsten zwei Jahre spielte sie mit AA Ponte Preta im Campeonato Brasileiro de Futebol Feminino Série A1. Im Jahr 2019 zog sie nach Minas ICESP. 2020 kehrte sie zu ihrem ehemaligen Verein Vasco da Gama zurück.
Mitte Oktober 2022 zog sie in die Türkei und unterschrieb bei Antalyaspor, um in der türkischen Frauenfußball-Superliga zu spielen.